# Dům Rietvelda a Schröderové
Dům Rietvelda a Schröderové je obytný dům navržený Gerritem Rietveldem v letech 1923–1924 v Utrechtu. Stavba je zcela realizována v duchu myšlenek uměleckého proudu De Stijl. Rietveld dům navrhl pro Truus Schröder-Schräderovou, která v něm bydlela od ledna roku 1925 do své smrti v roce 1985. Dům se nachází na adrese Prins Hendriklaan 50 ve čtvrti Wilhelminapark a lze ho navštívit v rámci prohlídky. Od roku 2000 je na seznamu světového dědictví UNESCO. Dům je zapsán v katalogu moderní architektury mezinárodní organizace Iconic Houses, která sdružuje mimořádná díla světových architektů, architektonicky významné domy, domy umělců a ateliéry z 20. století přístupné veřejnosti jako domovní muzea.

## Původní situace
Poté, co Gerrit Rietveld provedl na zakázku přestavby různých objektů, byl dům Rietvelda a Schröderové jeho prvním návrhem na zcela nový obytný dům včetně interiéru. Byl navržen v úzké spolupráci se zadavatelkou a jedinou stálou obyvatelkou domu, Truus Schröder-Schräderovou. Ta se chtěla po smrti manžela v roce 1923 původně přestěhovat z Utrechtu do Amsterdamu, aby mohla bydlet poblíž své sestry. Požádala Rietvelda, aby pro ni a její tři děti pomohl hledat vhodný dům, ale ani jeden z nich nemohl nic vhodného najít. Nakonec jí proto Rietveld navrhl, aby dům postavila. Každý zvlášť tedy začali hledat vhodnou parcelu a shodli se na parcele na ulici Prins Hendriklaan v Utrechtu. Ta se tehdy nacházela na okraji města těsně vedle domu se čtyřmi byty a na druhé straně sousedila s nezastavěným polderem.

## Výchozí myšlenky
Po prvním Rietveldově návrhu, který Schröderová neschválila, oba pokračovali v navrhování na základě představ, které Schröderová měla ohledně bydlení. Jejich podstatou byla střízlivost a myšlenka žít plně, ne odžít si. Jedním z aspektů této představy byl pocit svobody, který Schröderová zažila, když jednou v bytě své přítelkyně vystoupala po schodech do patra nebo až na půdu a který definovala jako doslovné odpoutání se od všeho pozemského. Tuto myšlenku můžeme rozeznat i v rozmístění obytných prostor. Obývací pokoj a ložnice jsou umístěny v poschodí. Schröderová také chtěla, aby ve všech místnostech byla napojena voda, plyn a elektřina, aby v nich byl prostor pro postel a dveře směrem ven. To došlo později využití, když byly pokoje v přízemí pronajímány studentům.
Rietveld rád tohoto návrhu využil k tomu, aby do praxe převedl základní myšlenky hnutí De Stijl týkající se architektury, tak jak byly prezentovány na výstavě v galerii L’Effort Moderne v Paříži. Tyto myšlenky se dají objasnit na základě některých bodů z manifestu “K obrazotvorné architektuře” Theo van Doesburga, který vyšel v čísle 6/7 časopisu De Stijl (vydaného u příležitosti zmiňované pařížské výstavy) ve stejném roce, jako byl dokončen dům:
8. Půdorys - Nová architektura prolomila stěny a tím zničila oddělenost venkovního a vnitřního prostoru. Stěny už nic nenesou; jejich funkce je omezena na opornou. Díky tomu vzniká nový, otevřený půdorys, zcela rozdílný od klasického, zde se prolínají vnitřní a vnější prostory.
Rietveld vytvořil v poschodí domu variabilní prostor využitím posuvných stěn místo pevných.
11. Nová architektura je proti kubusu, což znamená že se nesnaží poskládat různé funkční prostorové buňky do jedné uzavřené kostky, ale vychyluje funkční prostorové buňky  (jako markýzu/plochy žaluzií??, plochy balkonů atd.) ze středu kubusu směrem ven, díky čemuž vstupují do otevřeného prostoru výška, šířka, hloubka a čas ve zcela novém plastickém výrazu. Tak získává architektura (pokud to je konstrukčně možné - ať si stavitelé poradí!) víceméně vznášející se charakter, který se, přeneseně řečeno, staví proti gravitační síle přírody.
13. V protikladu k frontálnosti ctěné strnulým, statickým chápáním života, nabízí nová architektura plastické bohatství všestranných časově-prostorových pochodů.

## Návrh
Maketa domu
Poté, co Rietveld a Schröderová společně určili půdorysy všech prostor, začal  Rietveld se druhým návrhem. Ani z tohoto návrhu nebyla Schröderová nadšená: byla to obdélníková masa s děrami (okny), jejíž objem ještě pořád dominoval okenním částem. Rietveld tím byl motivován, aby přišel ještě s dalším návrhem, nejprve jenom s náčrtem. Na tomto náčrtu je vidět opak druhého návrhu: přechody z vnitřku ven, které jsou obklopeny systémem horizontálních a vertikálních prvků. Tuto verzi už Schröderová schválila a Rietveld ji dále rozpracoval.

## Stavební povolení
Technický výkres, který Rietveld poté vyhotovil aby získal stavební povolení, ukazuje něco úplně jiného, než co on a Schröderová měli na mysli: prostory v přízemí byly vyplněny vším potřebným zařízením jako u běžných domů. Návrh horního poschodí, který je ve výkresu označen jako půda, neprozrazuje, že se jedná o různé prostory s posuvnými stěnami mezi nimi. Rietveld prozradil, že vedle tohoto triku použil k získání stavebního povolení ještě další: v nákresu domu v pohledu ze strany vyplnil linku střechy vedlejšího domu vertikálním šrafováním jako arkýř. Ta ovšem měla být vyšrafována horizontálně, což naznačuje cihlovou zeď. Později vtipkoval, že tuto chybu udělal schválně, aby vzbudil dojem, že také jeho dům má šikmou střechu, zatímco v ostatních dvou pohledech samozřejmě žádná šikmá střecha vidět není. Stavební povolení bylo nakonec uděleno bez dalších povinností nebo požadavků.

## Provedení
Z pracovních nákresů, které Rietveld vyhotovil těsně před a během stavby domu vyplývá, že sám Rietveld navrhoval nábytek. Při stavbě je totiž zvykem dělat nákresy v měřítku 1:1 nebo 1:20, ale Rietveld je udělal v měřítku 1:10 a 1:25.
Výkresy, které Rietveld použil pro získání stavebního povolení, jsou ve velké míře totožné s tím, co bylo ve skutečnosti postaveno. Takže jsou tam například na některých místech otočná okna místo výklopných, která byla nakreslena. Mnoho tvarů a detailů bylo také určeno náčrty, které Rietveld udělal na kus lepenky nebo prkna přímo na staveništi. Rietveld byl často přítomen při stavebních pracích a když tam nebyl, někdy se věci nepovedly, protože zedníci nebyli zvyklí na nekonvenční metody, které používal při stavbě.
Zpočátku chtěl Rietveld postavit dům z prefabrikovaných betonových panelů. Ukázalo se ale, že by bylo příliš drahé tyto panely vyrábět bez možnosti jejich využití v další sériové výrobě/a pak z nich nechat postavit jen jeden dům. Výsledek je takový, že jenom základy a balkony jsou ze železobetonu, ostatní pevné stavební kusy je zdivo později opatřené omítkou. V patře jsou vedle venkovních zdí přidány i ocelové sloupy, protože zde nejsou žádné vnitřní nosné zdi (a protože plocha střechy je příliš velká aby byla přeložena najednou)

## Styl
Dům je prostý a střízlivý, pouhé seskupení horizontálních a vertikálních ploch. V podrobných plánech, které Rietveld pro tuto stavbu vyhotovil, se často vyskytuje termín “čtvercový”. Zdi musely být “čtvercově” omítnuty, okenní rámy musely být také ve čtvercovém provedení. Také zařízení domu je plně v souladu s převládající formou čtverce: pravé úhly a rovné linie tu udávají tón; Rietveld později navrhl svou slavnou židli ve tvaru písmene Z přímo pro tento interiér. Mnoho pokojů bylo opatřeno vestavěnými skříněmi. Co se týče použití barev je dům na vnější straně zejména střízlivý: uplatňují se pouze bílá a pět různých odstínů šedi. Vevnitř byla použita bohatší škála barev, která je ale přesto omezena na barvy primární.

## Současná situace
Postupem času prošly některé věci na domě a v jeho okolí změnou. V domě byly například umístěny postele navíc, podlahová krytina byla vyměněna za gumu a linoleum, některé skříňky byly odstraněny a nahrazeny novými. Všechny tyto změny považovali Schröderová a Rietveld za nutné pro jejich každodenní život (Rietveld měl svou pracovnu v přízemí domu a po smrti své manželky se ke Schröderové přistěhoval). Krom toho byl v roce 1937 na střeše přistavěn další pokoj (odstraněn v roce 1957), navržený Rietveldem tak, aby paní Schröderová měla více prostoru a soukromí, vzhledem k tomu, že se mnoho lidí chodilo na dům dívat. Tento pokoj byl během dřívější restaurace zbořen. Po smrti Schröderové v roce 1985 dům restauroval Bertus Mulder. Ten dům přivedl zpět do původního stavu, tak, jak ho Rietveld a Schröderová ve dvacátých letech postavili. Okolo domu se udály změny závažnějšího rázu: dříve zde byl ohromný výhled (což byl také důvod proč si Schröderová vybrala právě toto místo), zatímco dnes vede blízko domu čtyřproudá dálnice (Waterlinieweg) s viaduktem nad ulicí Prins Hendriklaan. Protože se tím pádem dům ocitl v jakési prohlubni, byl Rietveld toho názoru, že ztratil svůj význam v daném prostoru a měl by být zbořen. Podchod viaduktu byl po roce 2000 vykachlíčkován modrými vyobrazeními všech židlí, které Rietveld navrhl. Toto umělecké dílo má příhodný název Sitting in blue od Berkmana en Janssense.
V roce 2000 se Dům Rietvelda a Schröderové dostal na Seznam památek světového dědictví UNESCO. Nyní je dům provozován utrechtským Centraal Museum. Muzeum zajišťuje prohlídky budovy a shromáždilo také rozsáhlou kolekci Rietveldem navržených kusů nábytku, jejíž část (mimo jiné také proslulá modro-červená židle) je také k vidění v domě Rietvelda a Schröderové.
V roce 2008 se v domě odehrávalo divadelní představení Theatergroep Koper pojednávající o vztahu Rietvelda a Schröderové s názvem Rietveld: Zitten is een werkwoord (Rietveld: Sedět je sloveso). Publikum sedělo venku okolo domu se sluchátky a mohlo tak hru sledovat.